# Porte de Muda
 (juin 2025).
Pour les articles homonymes, voir Muda.
La porte de Muda (Vrata Muda en slovène) est la seule porte de ville encore existante parmi les douze qui entouraient autrefois la ville slovène de Koper. Son nom rappelle l'impôt ou muda qui y était perçu pour entrer dans la ville.

## Histoire et description
La porte, qui donnait sur la seule route reliant Capodistria au continent, a été construite en 1516 sur ordre du podestat Sebastiano Contarini. Pour symboliser la puissance de la république de Venise, les autorités vénitiennes ont opté pour une structure rappelant un arc de triomphe. Sur les côtés de l'arc, deux têtes de lion symbolisent la force de Venise tandis que dans la partie supérieure, deux soleils brillants rappellent les armoiries de la ville.